# Vittjärvs IK
Vittjärvs IK, fordom Wittjärvs IK, är en idrottsförening från Vittjärv i Bodens kommun i Norrbotten. Föreningen bildades den 16 december 1924 och har sektioner inom fotboll och orientering men historiskt har föreningen bedrivit verksamhet inom fler idrotter.

## Fotboll
Vittjärv har tillbringat fem säsonger i gamla division III, sedan 2006 motsvarande division I. Debutsäsongen 1956/1957 slutade med nedflyttning då VIK samlade ihop en poäng mindre än Rönnskärs IF ovan nedflyttningsstrecket. Laget återkom till trean 1964-1967. Som bäst placerade sig Vittjärv på fjärde plats 1965. Under de senaste decennierna har klubben mestadels spelat i division V (sjundedivisionen). Säsongen 2022 spelade VIK i division IV Norrbotten norra, där man slutade på sista plats och därmed degraderas till 2023.

## Orientering
VIK är den största orienteringsföreningen inom Bodens kommun sett till antalet utövare och den enda med verksamhet för barn och ungdom.